# Недашківська Раїса Степанівна
Раї́са Степа́нівна Недашкі́вська (17 лютого 1943, с. Старі Вороб'ї, Малинський район, Житомирська область, УРСР, СРСР) — українська акторка театру і кіно, громадська діячка. Заслужена артистка УРСР (1969). Народна артистка України (1993).

## Життєпис
Шкільну освіту здобула у Києві (вчилася у середній школі № 87). В дитинстві Раїса Недашківська захоплювалася танцями, була солісткою хореографічного ансамблю Палацу піонерів, де її зустрів кінорежисер Віктор Івченко, який шукав юну актрису для втілення образу Мавки у фільмі «Лісова пісня». 17-річна школярка отримала цю роль; на час виходу фільму на екрани (1960) стала студенткою Київського театрального інституту (курс В. Івченка). Закінчивши інститут у 1965 році, знімалася у численних кінофільмах (загалом понад 60 фільмів), переважно — виробництва Київської кіностудії імені Олександра Довженка.
1980–1993 — працювала в Київському молодіжному театрі, на сцені якого грала у виставах «Сірано де Бержерак» (Роксана), «За двома зайцями» (Секлета) та інших. Творець декількох моновистав (зокрема, «Канте Хондо» за Федеріко Гарсія Лоркою, «Щастя» за Лесею Українкою), численних літературно-драматичних композицій. У 1994—2001 роках — художній керівник Театру «Під зоряним небом» у приміщенні Київського планетарію.
Проводить значну громадську роботу як перша заступниця голови правління Національної спілки театральних діячів України. Активно підтримала Євромайдан, поширює об'єктивну інформацію про події в Україні серед російського театрального загалу.

## Фільмографія
- 1961 — «Лісова пісня» — Мавка
- 1961 — «Дмитро Горицвіт» — Мар'яна
- 1962 — «Телефоністка» — Мехрібан
- 1962 — «Подорож у квітень» — Мариця
- 1964 — «Царська наречена» — Марфа
- 1964 — «Стежки Алтаю» — Рита
- 1964 — «Сон» — Причинна‎
- 1965 — «Гадюка» — Лялечка Варенцова
- 1965 — «Хочу вірити» — Галя Наливайко
- 1966 — «Формула райдуги» — Люся
- 1967 — «Комісар» — Марія Магазаник
- 1968 — «Помилка Оноре де Бальзака» — Анна Мнішек
- 1968 — «Кроки по землі» — Ганна
- 1970 — «Мир хатам, війна палацам» — Роза
- 1970 — «Хліб і сіль» — Фросина
- 1971 — «Алло, Варшава!» — Рената
- 1971 — «Лада з країни Берендеїв» — Гамаюн
- 1972 — «Юлька» — Валентина Романівна
- 1972 — «Пізнай себе» — Галя
- 1973 — «Треба любити» — Айна
- 1977 — «Запрошення до танцю»
- 1977 — «Народжена революцією» (10 серій) — Анна Савельєва
- 1978 — «А щастя поруч» — Рано
- 1979 — «Вавилон XX» — Рузя
- 1979 — «Вигідний контракт» (4 серії) — офіціантка Віра
- 1979 — «На ринг викликається...» — журналістка
- 1980 — «Страх»
- 1981 — «Довгий шлях у лабіринті» — Дарина Федорівна
- 1981 — «Ярослав Мудрий» — Рогніда
- 1985 — «Суєта» (фільм-вистава) — Явдоха
- 1986 — «Кармелюк» — удова
- 1986 — «Міст через життя» — Катерина Дмитрівна
- 1986 — «На вістрі меча» — Люба, сестра Турчина
- 1986 — «Червоні черевички» — Орина
- 1986 — «Право вирішувати» — Гозель
- 1987 — «Не хочу бути перехожим» — Айсолтан
- 1989 — «Биндюжник та Король» — Нехама
- 1990 — «Меланхолійний вальс» — Мати Софі
- 1990 — «Буйна» — Катерина Білокур
- 1991 — «Чудо в краю забуття» — В'юцька
- 1991 — «Народний Малахій» — Агапія
- 1991 — «Феофанія, яка малює смерть» — мати Феофанії
- 1992 — «Голос трави»
- 1992—1997 — «Тарас Шевченко. Заповіт» (12 серій) — Софія Енгельгард
- 1993 — «Сад Гетсиманський» — мати Чумаків
- 1993 — «Кайдашева сім'я» — ігуменя
- 1994 — «Дорога на Січ» — Мати Орисі
- 1995 — «Об'єкт «Джей»
- 1995 — 2003 — «Роксолана» — пані Лісовська
- 1999 — «Посмішка звіра» (10 серій) — Кіра Іванівна
- 2000 — «Чорна рада» (9 серій)
- 2001 — «Молитва за гетьмана Мазепу»
- 2002 — «Таємниця Чингісхана»
- 2006 — «Утьосов. Пісня завдовжки у життя» — Повитуха
- 2007 — «Богдан-Зиновій Хмельницький»
- 2007 — «Одна любо душі моєї» — Ольга Іллінська

## Документальний фільм про долю та творчість актриси
- 2010 — «Світло Раїси Недашківської»: Телерадіокомпанія «Глас», Україна; режисер — Людмила Михалевич.

## Нагороди та відзнаки
- 1969 — Заслужена артистка УРСР
- 1979 — Ґран Прі за найкращу жіночу роль у фільмі «А щастя поруч» (1978)
- 1988 — Лауреат премії «Ніка» в номінації «Роль другого плану» за роль Марії у фільмі «Комісар» (1967)
- 1993 — Міжнародний кінофестиваль «Білий лелека» — найкраща жіноча роль
- 1993 — Народна артистка України
- 1994 — Ґран Прі за найкращу жіночу роль у фільмі «Голос трави» на авторському фестивалі «Сузір'я»
- 1998 — Премія ім. С. Ф. Бондарчука за внесок у мистецтво на міжнародному кінофестивалі «Золотий витязь»
- 2000 — Кавалер ордену Княгині Ольги III ступеня[4]
- 2009 — Кавалер ордену Княгині Ольги II ступеня[5]
- 2016 — Кавалер ордену Княгині Ольги I ступеня[6]
- Почесна грамота Верховної Ради України